# Lista portów lotniczych w Egipcie
Lista portów lotniczych w Egipcie według lokalizacji:

## Lotniska
| Położenie                   | Kod ICAO | Kod IATA | Nazwa lotniska                 |
| --------------------------- | -------- | -------- | ------------------------------ |
| Publiczne porty lotnicze    |          |          |                                |
| Abu al-Gharadik             |          |          | Port lotniczy Abu al-Gharadik  |
| Abu Rudajs                  |          | AUE      | Port lotniczy Abu Rudajs       |
| Abu Simbel                  | HEBL     | ABS      | Port lotniczy Abu Simbel       |
| Aleksandria                 | HEAX     | ALY      | Port lotniczy Aleksandria      |
| Aleksandria / Burdż al-Arab | HEBA     | HBE      | Port lotniczy Burdż al-Arab    |
| Asjut                       | HEAT     | ATZ      | Port lotniczy Asjut            |
| Asuan                       | HESN     | ASW      | Port lotniczy Asuan            |
| Ad-Dachila                  | HEDK     | DAK      | Port lotniczy Ad-Dachila       |
| Al-Arisz                    | HEAR     | AAC      | Port lotniczy Al-Arisz         |
| Al-Dżuna                    | HEGO     | HGO      | Port lotniczy Al-Dżuna         |
| Al-Dżura                    | HEGR     | EGH      | Port lotniczy Al-Dżura         |
| At-Tur                      | HETR     | ELT      | Port lotniczy At-Tur           |
| Charga                      | HEKG     | UVL      | Port lotniczy Charga           |
| Giza                        | HEEM     |          | Port lotniczy Imbaba           |
| Hurghada                    | HEGN     | HRG      | Port lotniczy Hurghada         |
| Kair                        | HECA     | CAI      | Port lotniczy Kair             |
| Luksor                      | HELX     | LXR      | Port lotniczy Luksor           |
| Marsa Alam                  | HEMA     | RMF      | Port lotniczy Marsa Alam       |
| Marsa Matruh                | HEMM     | MUH      | Port lotniczy Marsa Matruh     |
| Nowa Dolina                 | HENV     | UVL      | Port lotniczy Nowa Dolina      |
| Port Said                   | HEPS     | PSD      | Port lotniczy Port Said        |
| Ras Gharib                  |          |          | Port lotniczy Ras Gharib       |
| Ras Szukajr                 |          |          | Port lotniczy Ras Szukajr      |
| Sauhadż                     | HEMK     | HMB      | Port lotniczy Sauhadż-Mubarak  |
| Shark al-Uwajnat            | HEOW     | GSQ      | Port lotniczy Shark al-Uwajnat |
| Szarm el-Szejk              | HESH     | SSH      | Port lotniczy Szarm el-Szejk   |
| Święta Katarzyna            | HESC     | SKV      | Port lotniczy Święta Katarzyna |
| Taba                        | HETB     | TCP      | Port lotniczy Taba             |
| Wojskowe porty lotnicze     |          |          |                                |
| Kair Wschodni               | HECW     | CWE      | Port lotniczy Kair Wschodni    |